# Late of the Pier
Late of the Pier is een Britse muziekband uit Castle Donington rond zanger Sam Eastgate alias LA Priest. Ze traden voor het eerst op in augustus 2007. Ze brengen een mix van indie, electro, synthpop en dance-punk. Hun stijl wordt vaak vergeleken met die van Gary Numan, Brian Eno, Frank Zappa, Be Bop Deluxe en Klaxons. Hun album Fantasy Black Channel verscheen op 11 augustus 2008.

## Discografie

### Albums
- Fantasy Black Channel - 11 augustus 2008

### Singles
| Verschijningsdatum | Titel                          | Album                 |
| ------------------ | ------------------------------ | --------------------- |
| 5 maart 2007       | "Space And The Woods"          | Zarcorp Demo          |
| 10 september, 2007 | "Bathroom Gurgle"              | Fantasy Black Channel |
| 2 maart 2008       | "The Bears Are Coming"         | Fantasy Black Channel |
| 19 mei 2008        | "Space and the Woods"/"Focker" | Fantasy Black Channel |
| 4 augustus 2008    | "Heartbeat"                    | Fantasy Black Channel |
| 2 oktober 2008     | "Bathroom Gurgle" (heruitgave) | Fantasy Black Channel |